# Albert Laffay
Albert Laffay (8 octobre 1906 - 12 septembre 1997) est un écrivain, traducteur, éditeur scientifique et inspecteur général de l'Éducation nationale français. On lui doit entre autres une traduction en français de nombreux poèmes écrits en anglais par John Keats. 

## Biographie
Albert Laffay naît le 8 octobre 1906.
Après avoir passé l'agrégation d'anglais, il exerce comme professeur dans quelques établissements, mais est vite appelé pour assurer l'enseignement de l'anglais dans les classes préparatoires littéraires (khâgnes) des lycées Henri IV et Louis-le-Grand à Paris. 
Il est plusieurs fois membre du jury de l'agrégation d'anglais et président du jury du CAPES d'anglais.
Pendant de longues années, il a été professeur de version et de littérature anglaise à l'École normale supérieure de Saint-Cloud.
Il meurt le 12 septembre 1997.
Outre ses activités professorales, Albert Laffay s'est beaucoup consacré aux Cahiers du cinéma. En collaboration avec Henri Kerst, il a aussi écrit une série de manuels d'anglais pour l'enseignement secondaire qui a longtemps servi pour les collèges et les lycées.

## Œuvres
Livres
- 1962 : Collection England 2, Masson
- 1964 : Logique du cinéma, Masson
- 1969 : (avec H. Kerst) Initiation à la littérature anglaise[2]
- 1970 : Anatomie de l'humour et du nonsense, Masson
- 1970 : Business life 1, Masson
- 2003 : Alain ou Le bonheur de penser librement, Institut Alain

Traductions
- 1952 : Poèmes choisis de John Keats, Aubier, 351 p.[1]
- 1968 : Poèmes choisis de John Keats, Aubier-Flammarion, 375 p.[1]